# Marc Lépine
Marc Lépine, född Gamil Gharbi den 26 oktober 1964 i Montréal, Québec, död 6 december 1989 i Montréal, Québec, var en kanadensisk kvinnohatare och massmördare. Han mördade 14 kvinnor i École Polytechnique-massakern 1989.

## Biografi
Lépine föddes som Gamil Gharbi och växte upp i Montréal. Hans far, Liess Gharbi, var en alkoholiserad algerisk invandrare som ofta misshandlade sin quebecska hustru, Monique Lépine, en före detta nunna, som var mor till Marc. När han var 13 år gammal bytte han namn till Marc Lépine i samband med föräldrarnas skilsmässa. 
I tonåren hade Lépine svårigheter med att skapa relationer med det motsatta könet, ett problem som utvecklades till ett patologiskt hat mot kvinnor, där han bland annat beskyllde feminismen för att ligga bakom hans situation. Efter att Lépine blivit nekad värvning i den kanadensiska armén samt nekad inträde till Montréals tekniska högskola, började han se det som att det var kvinnor som berövade honom ett värdigt liv.

## Massakern på tekniska högskolan i Montréal

### Händelseförlopp
Den 6 december 1989 passerade han ingången till den tekniska högskolan i Montréal (École Polytechnique de Montréal) med ett jaktgevär av typen Ruger Mini-14 och började skjuta vilt omkring sig. Efter ett tag gick han in i ett klassrum där lektion pågick och gav order åt männen att lämna salen. Därefter sköt han 13 kvinnliga studenter och en kvinnlig lärare till döds samtidigt som han skanderade "Jag hatar feminister!" Kort därefter tog Lépine sitt eget liv. Han hann döda 14 personer samt skada 12 andra, däribland åtta kvinnor och fyra män, innan han vände vapnet mot sig själv. Två manliga studenter som var på gärningsplatsen tog livet av sig en tid efter massakern. 
I sitt självmordsbrev hävdade Lépine att feministerna förstörde hans liv, och lämnade också efter sig en dödslista med namn på 19 framstående quebecska kvinnor. Han uttryckte även sin beundran i brevet för sin lika mordiske landsman, armékorpralen Denis Lortie, som 1984 mördade tre tjänstemän i Québecs delstatsparlament. 
Marc Lépine ligger begravd på Cimetière Notre-Dame-des-Neiges-kyrkogården i Montréal, ett fåtal kvarter från gärningsplatsen.

### Efterdyningar

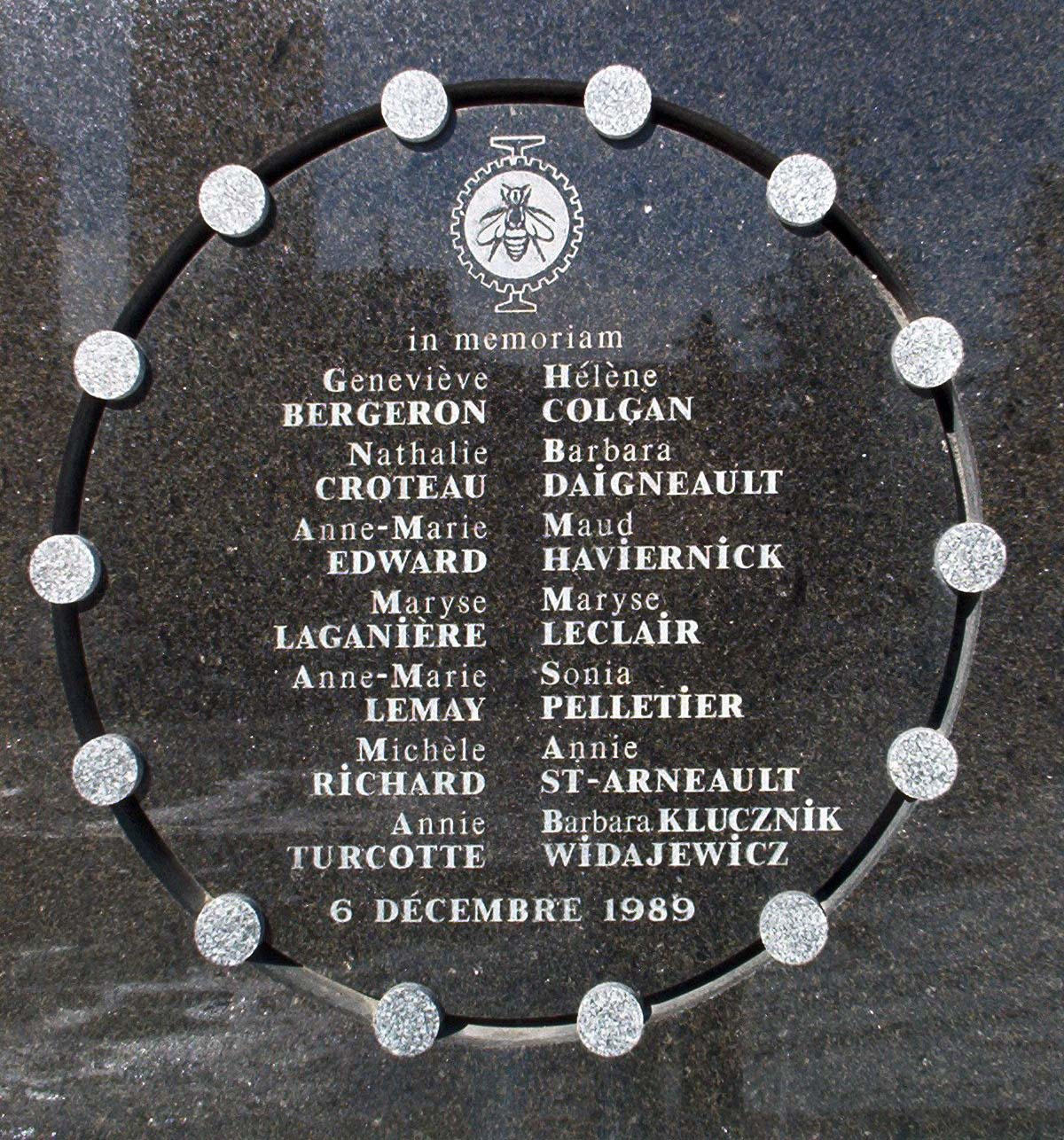
Minnesplatta för offren i massakern

Tre dagars landssorg utlystes i Québec efter morden. Det kanadensiska parlamentet förklarade den 6 december som Minnesdagen för kvinnovåldets offer, och i Ottawa restes ett minnesmärke. År 1995 införde det kanadensiska parlamentet strängare lagar om vapenkontroll. 
Händelserna har sedan skildrats i långfilmen Polytechnique (2009) i regi av Denis Villeneuve.

### Lépines offer
1. Geneviève Bergeron (1968-1989). Studerade till civilingenjör. Hon var också en begåvad musiker.
2. Hélène Colgan (1966-1989). Var inne på sista året som studerande till mekanisk civilingenjör.
3. Nathalie Croteau (1966-1989). Studerade till mekanisk civilingenjör.
4. Barbara Daigneault (1967-1989). Var inne på sista året som studerande till mekanisk civilingenjör. Hennes far var professor i motorteknik och Barbara hjälpte honom i undervisningen.
5. Anne-Marie Edward (1968-1989). Studerade till kemisk ingenjör och var medlem av högskolans skidteam. Hennes familj lät begrava henne klädd i sin skiddräkt.
6. Maud Haviernick (1960-1989). Fil. kand. i miljövetenskap och var inne i andra årets studier i byggnadsteknik.
7. Maryse Laganière (1964-1989). Arbetade i högskolans finansförvaltning. Nygift.
8. Maryse Leclair (1966-1989). Studerade till byggnadsingenjör.
9. Anne-Marie Lemay (1967-1989). Studerade till mekanisk civilingenjör.
10. Sonia Pelletier (1961-1989). Var inne på sista året som studerande till mekanisk civilingenjör.
11. Michèle Richard (1968-1989). Studerade till byggnadsingenjör.
12. Annie St-Arneault (1966-1989). Studerade till mekanisk civilingenjör.
13. Annie Turcotte (1969-1989). Studerade till byggnadsingenjör.
14. Barbara Klucznik-Widajewicz (1958-1989). Vårdstudent. Hon och hennes man valde att äta på den tekniska högskolans kafeteria, då den hade universitetsområdets lägsta priser.

(Oräknad) Sarto Blais; tog sitt liv en kort tid efter massakern.